# 千早愛音
千早愛音（日语：／ Chihaya Anon ?）是日本跨媒體企劃《BanG Dream!》的虛構角色，擔任2.5次元女子搖滾樂隊MyGO!!!!!的吉他手，由立石凜飾演與配音。在企劃系列作品中，千早愛音是羽丘女子學園的高一學生，因留學失敗回國後，一度陷入自我懷疑。但在高松燈的鼓勵和同伴的支持下，她逐漸克服內心的不安，最终組建了MyGO!!!!!樂團，承擔社交帳號運營與服裝設計等職責。
在動畫《BanG Dream! It's MyGO!!!!!》中，千早愛音被塑造成性格開朗卻偶爾缺乏自信的角色，其成長過程體現了「即使迷失也能繼續前進」的主題。她因轉學與留學失敗的經歷而對自身要求頗高，同時以細心與體貼的性格特質影響着周圍的人，展現出真實且親切的情感層面。
千早愛音的角色設計與劇情塑造得到了正面評價。評論員稱千早愛音獨特且充滿層次感：她精於心計，有著強烈的自我表現欲望，試圖在新學校中引人注目；亦稱她真實且富有戲劇性：其動機並非出於對音樂的熱愛，而是為了融入環境並獲得關注。評論員還認為，她的成長與其他角色的互動，尤其是與高松燈的誤會與和解，為故事增添了深刻的情感張力與現實感。千早愛音的「是又怎樣」等臺詞成為網路迷因。

## 創作與設計
千早愛音的扮演者和聲優立石凜表示，她在姐姐的影響下曾玩過木吉他，但幾乎沒有碰過電吉他，直到加入MyGO!!!!!後才開始學習電吉他。最初，她認為愛音是一個性格開朗、能夠帶領大家的角色；但在故事發展過程中，她發現愛音有時會表現出缺乏自信的一面，甚至在關鍵時刻因害怕而選擇逃避。立石凜稱，正是這種真實的情感讓她感到愛音像普通人一樣親切。她還表示，愛音反映出的主題是「真正感到痛苦時，逃避也沒關係；即使迷失着，也可以繼續前進」，以及像是愛音般，能夠「全力以赴追求自己目標的女孩，真的既了不起又帥氣」。她坦言，刚开始扮演爱音时，她在表演、演奏、舞台表现等方面遇到困难，不过爱音的开朗让她战胜了这些烦恼与迷茫:1:26:38。
TV動畫《BanG Dream! It's MyGO!!!!!》的導演柿本廣大在訪談中提到，愛音內心溫柔，不論何時都會關心高松燈的過去經歷和當下行為。柿本廣大解釋，為了與以往的《BanG Dream!》樂團區別開來，MyGO!!!!!的每個角色都被賦予了一定的問題和煩惱，因此設計了愛音轉學前的插曲。愛音因留學失敗而轉學後，產生了「必須優秀地完成」、「不能失敗」的強烈想法，因此行為更加親切開朗。編劇綾奈由仁子則表示，設計愛音的挫折和精神創傷，是為了對CRYCHIC解散後無法積極思考的燈產生影響。愛音那種釋懷的態度和略帶敷衍的表現，對燈很有幫助，因為燈從未想過「即使失敗了也能重新開始」。
柿本廣大還提到，TV動畫第7集是愛音的初次現場演出。愛音雖然聰明，能夠快速掌握新事物，但也容易因遇到困難而放棄。對她來說，學會彈吉他或許是她第一次為了克服困難而付出的努力。正因為她努力嘗試，才會過度緊張，甚至感到肚子痛並多次去廁所。在TV動畫第10集中，愛音為長崎爽世掛上背帶後幫她整理頭髮。柿本廣大透露，這一幕原本可能因製作原因被刪除，但分鏡監督梅津朋美堅持認為「如果沒有這一幕，第10集就沒有意義了」，最終得以保留。長髮女孩在掛上背帶時，頭髮容易被夾住，自然會用手整理；而爽世因情緒激動未能注意到這一點，愛音察覺後主動幫忙，展現了她的細心與體貼，使角色更具生命力:89-90。
負責製作迷你動畫《MyGO!!!!!成員的日常生活》的森井健史郎表示，在TV動畫播出前，為了避免給觀眾帶來先入為主的觀念，迷你動畫中盡量不展現角色之間的深厚關係，其他角色以便於記憶的初印象為主。而愛音的角色已經較為立體，她明白自己是樂團中演奏技巧最差的成員，反而成為最認真面對樂團的人，成為迷你動畫劇情設計的「救世主」，最適合作為主角。森井健史郎還提到，由於他總是想着愛音的故事，甚至被提醒「也要考慮沒有愛音出場的情況」。愛音也是最貼近普通女高中生生活的角色，製作組希望藉此融入當下流行的話題。
2022年4月，官方宣布启动新乐队MyGO!!!!!，千早爱音为其中的吉他手。2023年4月的演唱会上，官方确认千早爱音的饰演者与配音者为立石凛，同时将参演TV动画《BanG Dream! It's MyGO!!!!!》。同年9月，手机游戏在日本地区新增该角色，并设有相关剧情。

## 作品中表現

### 人物設定
千早愛音是MyGO!!!!!的节奏吉他手:1:24:41:20，同時也是羽丘女子學園高中一年級的學生，使用的樂器為ESP ULTRATONE。她精力充沛、品學兼優，是典型的優等生。在初中時代，她就在班級中極具人氣，並曾擔任學生會長。儘管她有點愛慕虛榮，喜歡出風頭，但她積極善良、關心他人、心思細膩，常常會為了朋友挺身而出。她的起名品味不佳，常常被同伴們抱怨。她雖有彈吉他的經驗，但技術和經驗稍顯稚嫩。在樂隊中，她負責社交帳號的運營以及服裝設計:20。她的姓氏「千早」來自東京都豐島區的町名「千早」。

### 角色故事
千早愛音在初中時期成績優異，朋友很多，還擔任學生會長。初中畢業後，愛音前往英國留學，但因無法適應國外的學習生活及與同學交流困難，不久後便返回日本。
愛音在黃金周前入學羽丘女子學園，在入學面試後偶然遇見了正在撿石子的高松燈。在新班級中，她努力維持受歡迎的形象，並受到學校音樂氛圍的影響，希望組建以自己為主唱兼吉他手的樂隊。一次意外中，愛音被燈的垃圾袋絆倒後膝蓋受傷，隨即被燈帶至天文部室處理傷口。此處，愛音發現了燈的歌詞筆記本，並邀請她組建樂隊。然而，燈因CRYCHIC的解散陰影而拒絕邀請。愛音隨後在live house「RiNG」遇到了長崎爽世和椎名立希，並得知了CRYCHIC的往事。在爽世的协助下，愛音、燈、爽世和立希重組了新的樂隊，吉他手要樂奈也決定加入。愛音因樂奈的吉他水平感到壓力，但在燈的鼓勵下重新振作。愛音後來得知，爽世撮合該樂團組成，是為了讓CRYCHIC復活，因此自己是不被需要的人，故而退出樂團。後在燈的勸導下，愛音又重新加入樂團。最終，樂團在live演出中取得了巨大成功，並確定了隊名為「MyGO!!!!!」。
愛音抽中了Ave Mujica武道館演唱會的門票，並邀請燈一同觀看，但燈對此不感興趣。最終，愛音與爽世一同觀看了演唱會，並目睹了Ave Mujica成員身份的揭露，愛音告訴立希，導致CRYCHIC解散的豐川祥子是Ave Mujica鍵盤手Oblivionis。Ave Mujica解散後，愛音見到了祥子被豪車接走的場景，並與燈一同前往豐川家。某日，爱音无意间发现爽世与祥子走在一起，便与灯一同跟随她们到达Ave Mujica成员若叶睦家中。

## 反響與評價

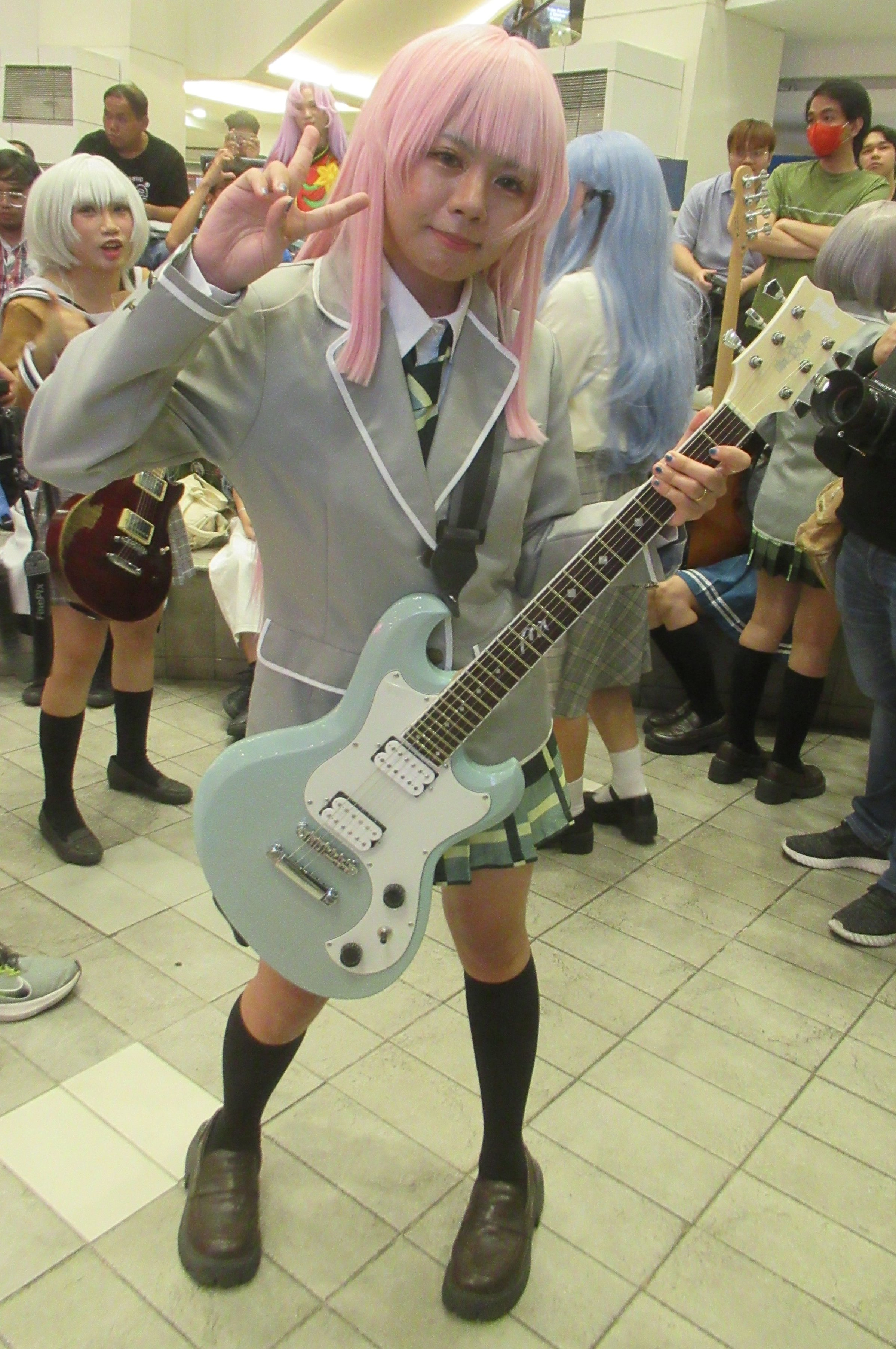
2024年于菲律宾举办的Bushiroad Expo上，千早爱音的角色扮演者

### 角色設計
動畫新聞網評論員理查德·艾森貝斯（Richard Eisenbeis）指出，與常見的天真轉學生角色不同，千早愛音在有意識地玩「高中遊戲」。她並沒有順其自然地表現自我，而是出於對輕鬆校園生活的追求，精心選擇與誰互動以及做什麼。她對演奏音樂似乎缺乏熱情，但由於新學校中樂團頗受歡迎，她決定組建自己的樂團以融入環境。就此而言，愛音的角色設計很有趣，尤其是當她意外捲入高松燈的「高中樂團解散劇情」時。動畫新聞網評論員尼古拉斯·杜普里（Nicholas Dupree）進一步分析，千早愛音與同類樂團動畫中的其他角色有着顯著不同。她精於算計，自我意識強，總試圖洞察他人心思，並在新學校維持特別形象，帶有明顯的功利態度；這種人格可能源自某些難言的背景。而高松燈則真誠、拙於算計，二者的互動充滿了戲劇性與喜劇感。愛音精心設計的禮貌只會讓燈感到更不舒服，只有當她放下偽裝直接與新朋友交談時，她們才能建立聯繫。兩人之間有趣的動態關係為這部樂團動畫帶來了獨特的質感。
Real Sound評論員「2號」稱讚千早愛音是TV動畫《BanG Dream! It's MyGO!!!!!》的門面角色，認為她追求世俗名利，是「最棒的俗人」。她擁有強烈的自我表現慾，喜歡吸引眾人目光，卻又懂得用表面的交際來掩飾過於突出的個性；不過，她偶爾不慎流露出真心話或表現得過於厚臉皮，顯得粗心且具層次感。與許多日本動畫中角色因熱愛或認真追求而組建樂團不同，千早愛音僅因「大家都在做」而加入樂團，但她的自我表現慾驅使她決定「既然要做，就要當最引人注目的主唱兼吉他手」，甚至邀請同學燈加入，以博取話題。在眾多女性角色中，這種貼近現實普通人、「動機不純」的形象極為罕見，也成為推動故事的重要存在。這些真實無奈的想法毫不掩飾地展現出她獨特的角色形象。

### 劇情塑造
動畫新聞網評論員克里斯托弗·法里斯（Christopher Farris）評論道，千早愛音的努力主要源於希望得到關注和認可，而非熱衷於演奏音樂或是與新朋友社交。她用常見的陳詞濫調，例如在逆境面前盡力而為、永不放棄，來吸引像燈這樣的潛在成員，這是由於愛音想要成為敘事中心。電faminicogamer評論員川野優希表示，千早愛音最令他感同身受。她遇事逃避、選擇改變環境，以及面對自我表現欲的表現，直指現代人內心的煩惱和難題。愛音以自己為中心思考，盡量逃避麻煩的事，並認為重新開始就好。她的自我表現慾望誇張，在演奏以外的地方（如樂團名稱和站位）不斷表達自己的主張。儘管她幾乎不會彈吉他，卻堅持要當吉他手兼主唱。愛音輕浮與逃避的態度讓川野優希感同身受，尤其是她的一句臺詞「即使遇到死路，也要好好尋找道路，努力前進」深深觸動了他。評論員「2號」表示，在TV動畫第1集中，當燈提到前樂團解散是「自己的錯」時，愛音以無感情的「是嗎？那真是辛苦呢」回應。愛音的交際技巧用在這裡卻有着「廉價的同情」的味道，立石凜的配音使得這一句話更令人發笑。「2號」認為，這種看似敷衍的態度反而顯得真實，而愛音在與燈的互動中，透過觀察對方表情，提出如「努力不要再失敗不就好了嗎？」或「就算失敗一次，也要相信可以重來啊」的建議，展現了愛音擁有堅定意志、對人際關係保持誠實，並且本質上富有同理心的形象。她在劇中雖有缺陷，例如她詢問燈「要一直一直玩樂團嗎？」時露出困擾的笑容，或在再次談話時直白地說「好沉重」，但她不會用「一直」這個詞敷衍，而是認真思考。她的角色塑造層次分明，因此成為《BanG Dream! It's MyGO!!!!!》中獨具魅力的主角。
動畫新聞網評論員史蒂夫·瓊斯（Steve Jones）表示，MyGO!!!!!中的每個女孩都感覺獨特且真實，即使經歷成長，也還保留有根本的性格缺陷。千早愛音到最後仍然有點自戀，但她找到了一群同樣不合群的夥伴，能夠在其中舒適地展現真實的自我。瓊斯和「2號」均表示，細膩的人物刻畫，讓她的成長軌跡更加真實，最終的結局讓人感動。瓊斯稱讚千早愛音是TV動畫《BanG Dream! It's MyGO!!!!!》中塑造得最出色的角色。她的糟糕之處既有趣又引人入勝，與《孤獨搖滾！》吉他手後藤一里完全不同。她最開始幾乎不懂得六弦吉他如何演奏，但當劇情接近尾聲時，她已經對和弦的演奏比較熟練，這成長速度令人難以置信。愛音憑藉強大的魅力和自我中心吸引了其他主角的注意，且對祥子的魅力毫無反應，展現了真正主角的氣場。

### 角色人氣
自TV動畫《BanG Dream! It's MyGO!!!!!》播出以來，包括千早愛音在劇中所說的「我愛慕虛榮啦」、「是又怎樣」在內的許多名臺詞成為網路迷因。聯合新聞網編輯希洛評論道，這些臺詞由於不需要前後文即可成立，所以泛用性極高。雅虎新聞編輯MrSun表示，「是又怎樣」簡潔有力，在面對他人質疑或挑釁時，可以展現出不在乎的態度，因此在MyGO!!!!!相關名台詞中最為實用。
日本服飾品牌GEKIROCK CLOTHING還推出了以愛音為主題的聯動外套、運動衫、连帽衫、T恤等。

## 外部連結
- YouTube上的（日語）
- YouTube上的（日語）